# 올가 빌리
올가 빌리(Olga Villi, 1922년 1월 20일 ~ 1989년 8월 12일)는 이탈리아의 배우, 모델이다. 1967 나스트로 디아르젠토 여우조연상 수상자이다.

## 참여 작품
- 마담 시뇨리